# Ostružiník ježiník
Ostružiník ježiník (Rubus caesius) je plazivý druh ostružiníku, v české květeně jeden z nejběžnějších zástupců tohoto rodu.

## Vzhled

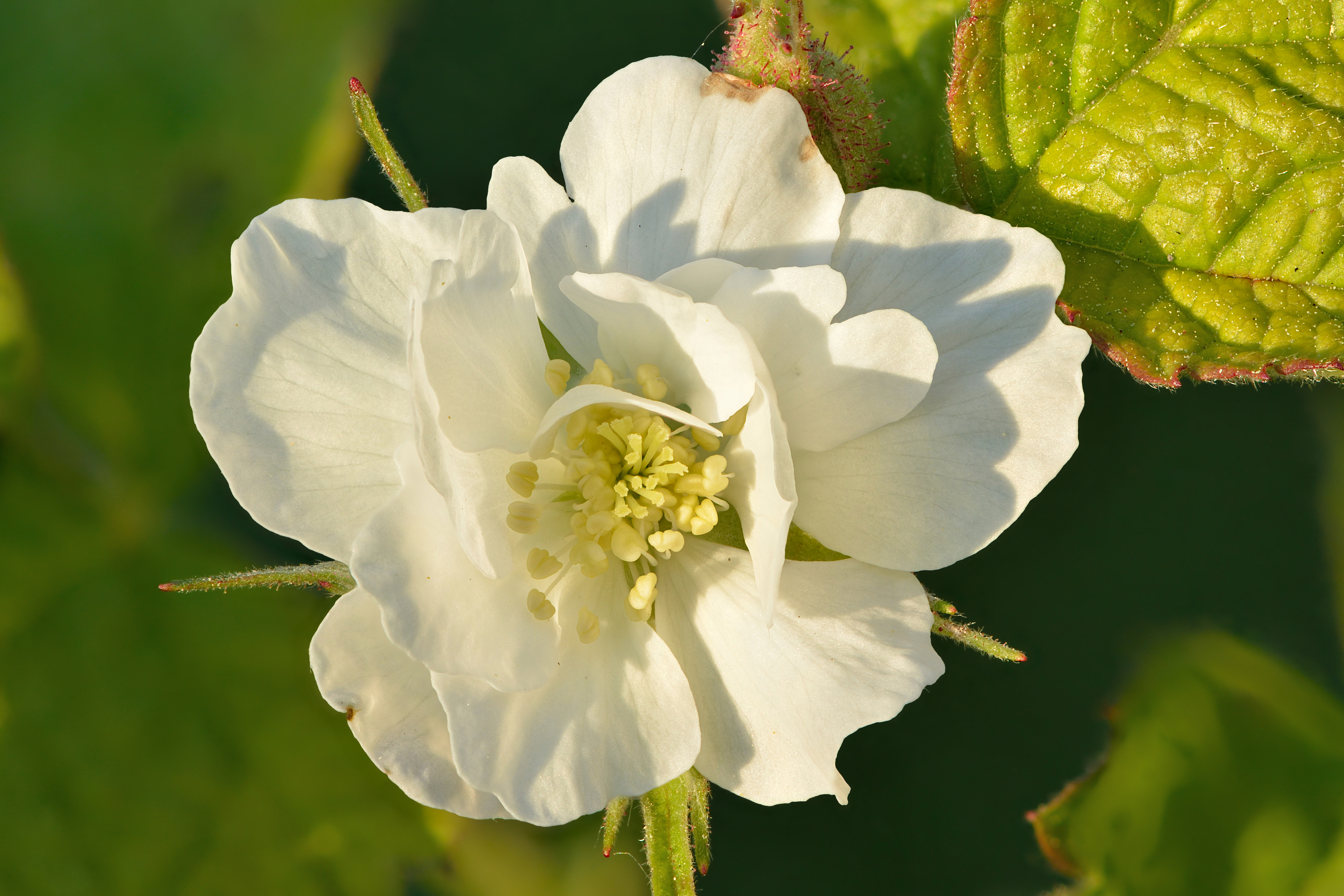
Květ ostružiníku ježiníku

Ostružiník ježiník jako keř dorůstá výšky až jeden metr. Dvouleté, až 4 metry dlouhé trnité prýty se ohýbají, plazí a při kontaktu s podkladem snadno kořenují. Obvykle jsou lysé, s nápadným, snadno stíratelným namodralým až šedavým ojíněním. Krátké a slabé ostny jsou snadno odlomitelné. Složené listy s drobnými kopinatými palisty jsou zpravidla trojčetné, zřídka pětičetné, na podzim červenající.
Kvete od května do července bílými květy o průměru 2-2,5 cm, uspořádanými v řídkých chocholičnatých latách. Plody jsou fialové ojíněné souplodí peckoviček nakyslé mdlé chuti.

## Rozšíření a ekologie
Roste hojně v suchých i zamokřených biotopech, kde tvoří neprostupné houštiny. Přirozeně se vyskytuje v lužních lesích, v pobřežních křovinách a vrbinách, v lesních lemech a v borech. Hojný je však také na antropogenních stanovištích, jako jsou okraje cest a silnic, rumiště, úhory či málo udržované zahrady. Preferuje vlhčí, málo humózní, mírně kyselé až zásadité půdy na osluněných až polostinných stanovištích, a to do nadmořské výšky kolem 700 m.
Jedná se o druh s velkým areálem rozšíření, který zahrnuje téměř celou Evropu s výjimkou jejích nejsevernějších a nejjižnějších částí, temperátní oblasti Asie po Altaj a západní Čínu, Turecko a okolí Kavkazu. Zavlečen byl do Severní Ameriky.